# Symphlebia perflua
Symphlebia perflua là một loài bướm đêm thuộc phân họ Arctiinae, họ Erebidae.